# Gonzaga (Italië)
Gonzaga is een gemeente en stad in de provincie Mantua, regio Lombardije in Italië. De gemeente is 49 km² groot en heeft 8591 inwoners (2005).
De stad is vooral bekend als naamgever aan de heersers van Mantua en Montferrat uit het huis Gonzaga.

## Galerij

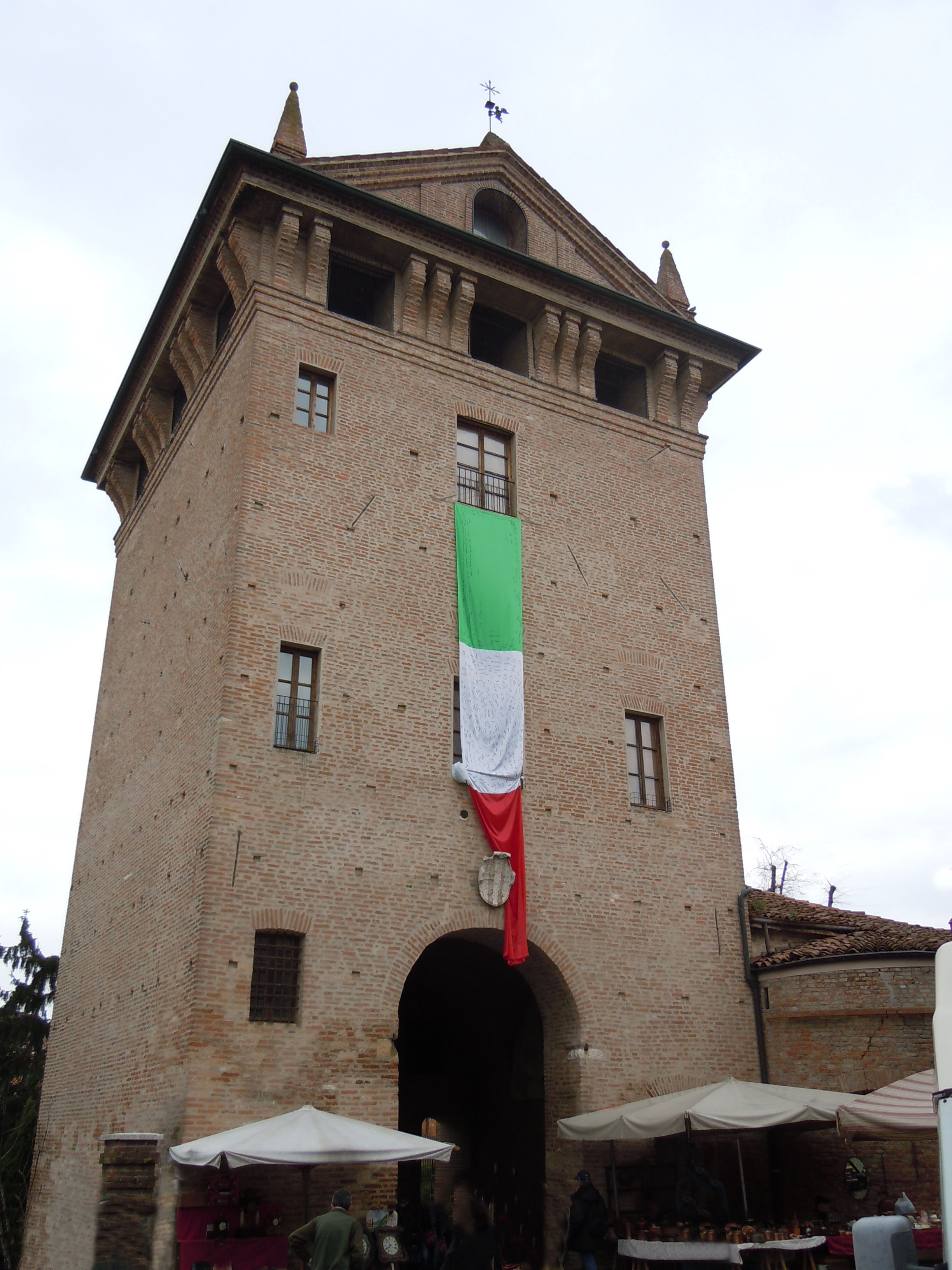
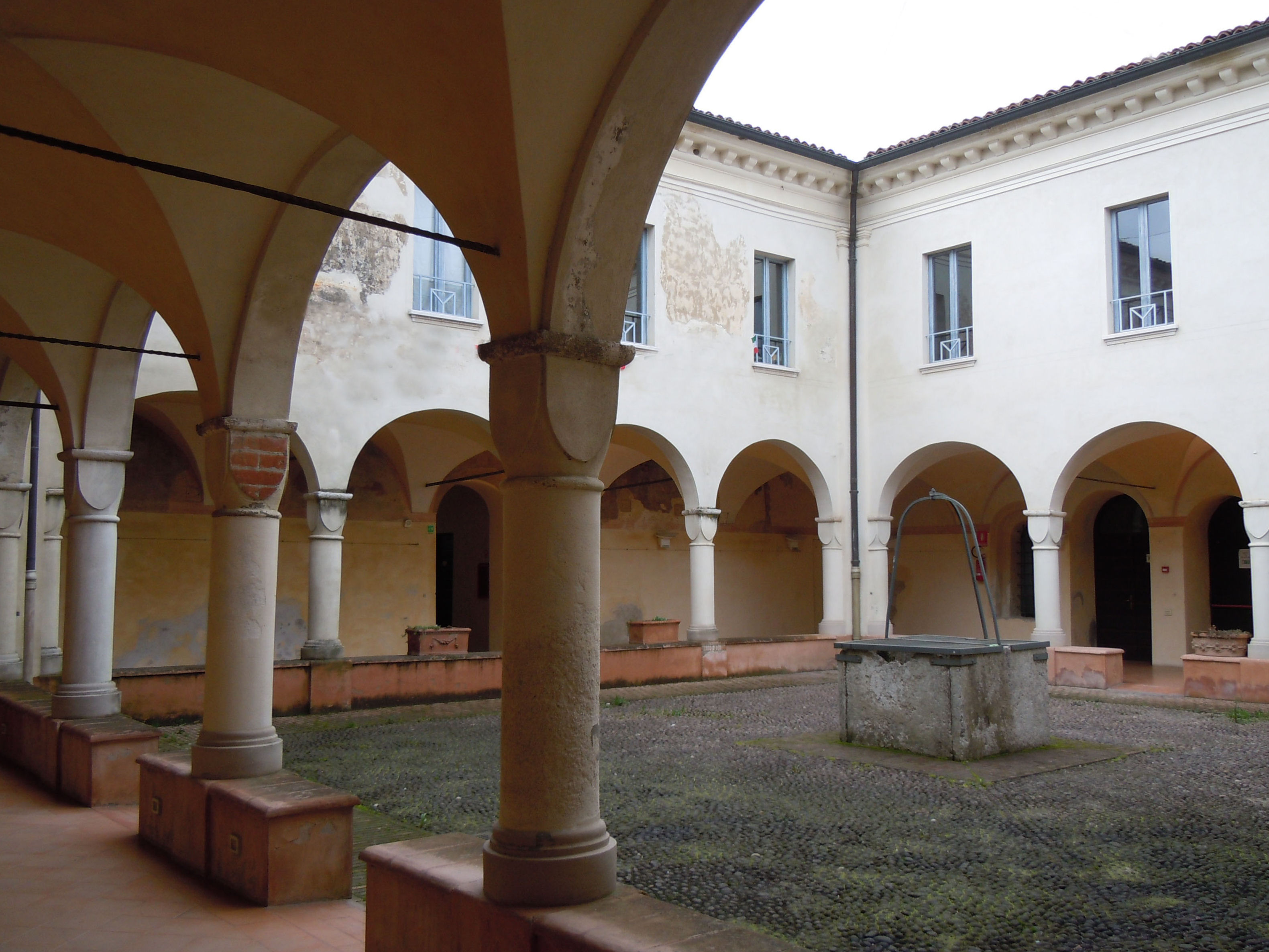